# Hans Heinrich Kielman von Kielmansegg

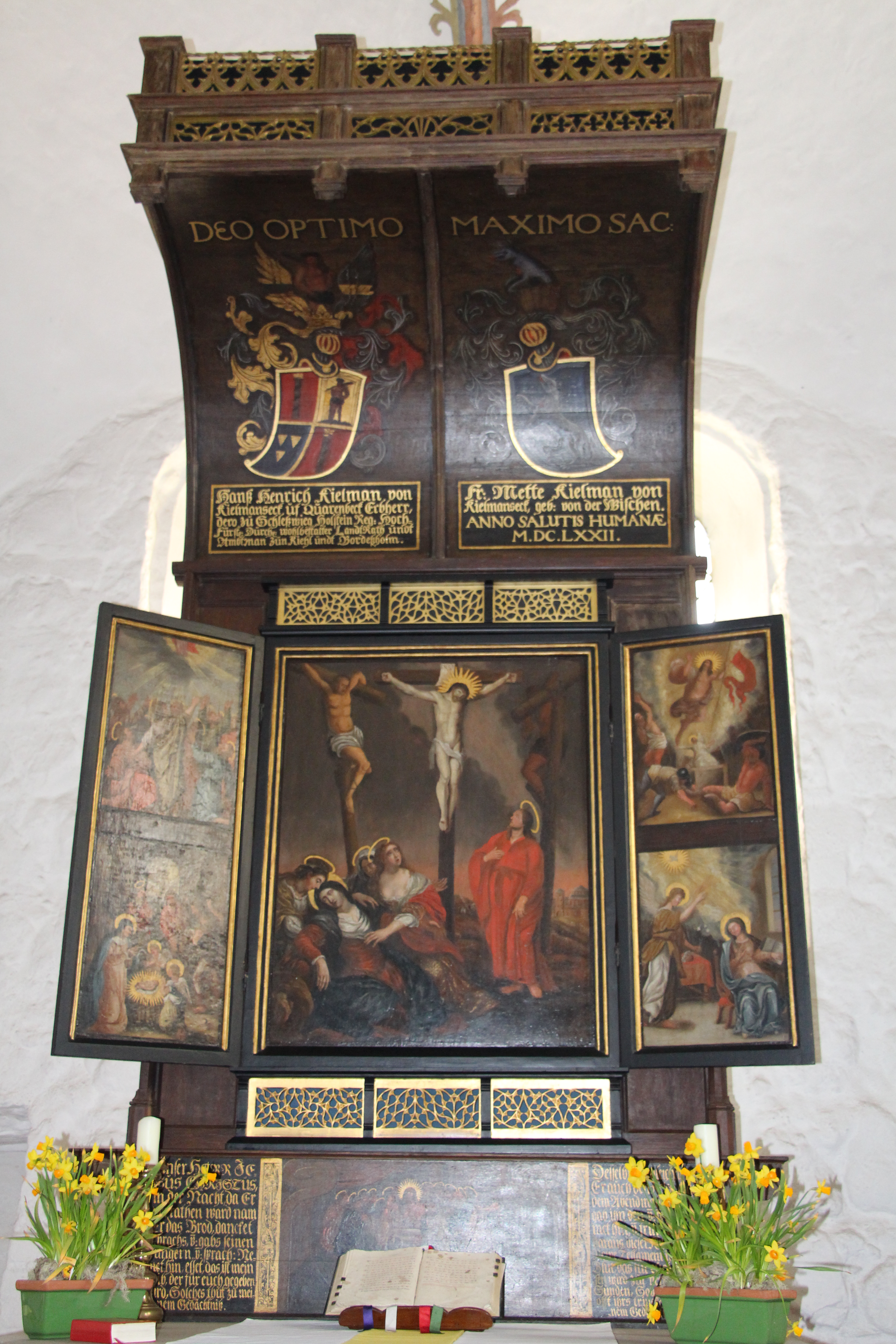
Von Hans Heinrich Kielman von Kielmansegg gestifteter Altar der Kirche in Brügge mit dem Wappen der Familie

Hans Heinrich Kielman von Kielmansegg (auch Kielmann von Kielmannseck) (* 29. September 1636 in Schleswig; † 2. Juni 1686 auf Gut Quarnbek) war ein holsteinischer Gutsherr und dänischer Adliger.

## Leben
Hans Heinrich Kielman war der älteste Sohn von Johann Adolph Kielmann von Kielmannsegg und Margarete von Hatten (* 25. August 1617; † 12. Dezember 1656). Zusammen mit seinen Brüdern Friedrich Christian und Johann Adolph schrieb er sich im Sommersemester 1651 an der Universität Rostock ein. Ab 1655 studierte er in Leiden, anschließend unternahm er mit Friedrich Christian und dem Hofmeister Benssen eine Kavalierstour durch Italien.
Zurück in der Heimat trat er in den Dienst von Herzog Friedrich III. von Schleswig-Holstein-Gottorf. 1658–59 befand er sich auf einer Gesandtschaft nach London und nahm dort an Oliver Cromwells Beisetzung teil. Unter Herzog Friedrichs Nachfolger Christian Albrecht stieg Hans Heinrichs Vater zum wichtigsten Machtfaktor des Herzogtums auf.
1662 wurde er mit seinen Söhnen in die schleswig-holsteinische Ritterschaft aufgenommen. Hans Heinrich machte im Gefolge seines Vaters schnell Karriere: Er wurde schon 1662 Kammerrat, 1664 Geheimrat und Mitglied der Regierung, 1665 Landrat und Amtmann von Gottorf. Im selben Jahr begab er sich auf eine Gesandtschaft nach Kleve. Ab 1667 unterstützte er seinen Vater bei den Verhandlungen mit Dänemark um die Grafschaft Oldenburg, deren Graf Anton Günther ohne Nachkommen verstorben war. Obwohl der Graf König und Herzog gleichermaßen als Erben eingesetzt hatte, ging Christian Albrecht letztlich leer aus. 1671 wurde Hans Heinrich Kielman Amtsmann von Kiel und Bordesholm. 1674 nahm er als Gesandter am niedersächsischen Kreistag teil.
Mit dem Regierungsantritt von Christian V. von Dänemark verschärfte sich seit 1671 das Verhältnis zwischen dem Gottorfer Herzogtum und Dänemark. Um sich gegen die Übervorteilung in der Auseinandersetzung um Oldenburg zur Wehr zu setzen, nahm Johann Adolph Kielman die Verhandlungen mit Schweden wieder auf, von denen er und der Herzog sich die Souveränität für das kleine Herzogtum erhofften. 1675 lockte Christian V. Herzog Christian Albrecht, Kielman und seine Söhne mit dem Angebot, über Kielmans Vorschlag, dem Herzog das Amt Tondern als Entschädigung für Oldenburg zu geben, zu verhandeln, nach Rendsburg. Dort nötigte er den Herzog zum Rendsburger Rezess vom 10. Juli 1675, in dem der Gottorfer Kleinstaat auf seine Souveränität und alle fremden Bündnisse verzichten musste. Kielmann musste sich verpflichten, das Land nicht zu verlassen. Er und seine drei Söhnen wurden bei Gut Quarnbek von den Dänen gefangen genommen und in Korsør und später in der Zitadelle von Kopenhagen eingesperrt. Erst nach dem Tod des Vaters wurden die Söhne am 29. März 1677 gegen eine Lösegeldzahlung von 100.000 Reichstalern freigelassen. Sie mussten schwören, wie wieder entgegen den dänischen Interessen zu handeln. 
Nach ihrer Freilassung begaben sich die Kielman-Söhne zu Herzog Christian Albrecht nach Hamburg und erhielten von ihm ihre Ämter zurück, fielen bald in Ungnade, weil man sie der Veruntreuung verdächtigte.  Während seine Brüder in kaiserliche Dienste traten, kehrte Hans Heinrich auf seine Güter zurück und trat in dänische Dienste. Er blieb Amtmann von Kiel und Bordesholm. Am 8. Mai 1679 wurde er zusammen mit seinen Brüdern in den Reichsfreiherrenstand erhoben. Am 26. Mai 1680 wurde er dänischer Landrat und am 11. September desselben Jahres in den erblichen dänischen Adel erhoben. 1683 wurde er Geheim- und Landrat und Generalskriegskommissar der Herzogtümer und gegen Ende seines Lebens königlicher Statthalter der Herzogtümer Schleswig und Holstein und Ritter des Dannebrogorden. Zudem war er als Nachfolger seines Vaters Propst des St.-Johannes-Klosters in Schleswig und Domherr in Schleswig und Lübeck.

## Gutsherr
Hans Heinrich Kielman besaß mehrere Güter in der Nähe von Kiel, die sein Vater ab 1662 erworben hatte:  Quarnbek, Kronshagen, und Marutendorf. Bei seinem Hauptwohnsitz Gut Quarnbek gründete er zwei Meierhöfe, Mettenhof und Dorotheenhof. Von seinem älteren Bruder übernahm er Bramstedt.
Für die St.-Georg-und-Mauritius-Kirche in Flemhude, deren Kirchenpatron er als Gutsherr von Quarnbek war, stiftete er eine Taufschale, eine Orgel und einen Altar von Theodor Allers. Für den Baldachin-Altar aus der Werkstatt des Hans Brüggemann in der Kirche von Brügge im Amt Bordesholm stifteten er und seine erste Frau 1672 neue Bilder.

## Familie
Hans Heinrich Kielman war zweimal verheiratet. Aus der 1663 geschlossenen Ehe mit Mette von der Wisch (1645–1674) hatte er acht Kinder, von denen das jüngste mit der Mutter bei der Geburt starb und vier die Kindheit nicht überlebten. Nach dem Tod seiner ersten Frau heiratete er Dorothea von Reventlow (1657–1697). Diese Ehe blieb kinderlos.
- Christian Albrecht Kielman von Kielmansegg (* 10. Juli 1664; † Feb. 1731 in Parchim) ⚭ Ilsabe Sophie von Preen († 1733)
- Anna Margrethe Kielman von Kielmansegg (* 20. Feb. 1667; † 15. Okt. 1717 in Vandlinggaard, Hadersleben) war 1714 Hofmeisterin bei Anna Sophie von Reventlow und insgesamt dreimal verheiratet
- Meta Kielman von Kielmansegg (* 14. Juli 1670; † 1. April 1748 auf Gut Seestermühe) ⚭ (2. Ehe) mit Hans Heinrich von Ahlefeldt